# Slightly Magic
Slightly Magic je adventura od Code Masters. Hlavním hrdinou je začínající čaroděj, jehož úkolem je osvobodit princeznu. Proti jiným adventurám se tedy v této hře kromě použitelných věcí vyskytuje i několik kouzel. Hra má tři kola, ve druhém kole se hlavní hrdina změní v rybu a jeho cílem je vytáhnout špunt ze dna rybníka. K vykonání tohoto úkolu má pouze omezený čas. Celkově hra není příliš dlouhá, v některých situacích pouze poněkud obtížnější.
Hra byla vydána pro počítače Sinclair ZX Spectrum, Amiga, Amstrad CPC, Commodore 64 a Atari ST v roce 1991.
Verze hry pro Sinclair ZX Spectrum byla jak pro počítače se 48 kB pamětí, tak pro počítače se 128 kB pamětí. Pro počítače se 128 kB pamětí byly na médiu speciální části, obsahující rozšířenou grafiku, nějaké animace a hudbu.